# 2MASS J14540797-6604476
2MASS J14540797-6604476 ist ein etwa 100 Lichtjahre von der Erde entfernter Brauner Zwerg im Sternbild Zirkel. Er wurde 2008 von Ngoc Phan-Bao et al. entdeckt.
Er gehört der Spektralklasse L3,5 an. Seine Position verschiebt sich aufgrund seiner Eigenbewegung jährlich um 0,646 Bogensekunden.